# تنس الطاولة في الألعاب البارالمبية الصيفية 2016
جرت منافسات تنس الطاولة في الألعاب البارالمبية الصيفية 2016 في ريو دي جانيرو خلال الفترة من 8 إلى 17 ديسمبر 2016. شارك في منافسات تنس الطاولة 276 رياضيا، 174 لاعبا و102 لاعبة، قُسموا على 29 مسابقة. تُعد تنس الطاولة رياضة رئيسية في برنامج الدورات البارالمبية منذ أن أُدرجت في النسخة الأولى للألعاب في روما في 1960.

## المسابقات
بلغ مجموع مسابقات تنس الطاولة في هذه الدورة 29 مسابقة، منوعة ما بين منافسات فردية وجماعية للرجال والنساء، وتشمل مختلف تصنيفات الرياضيين البارالمبيين.
| - فردي الرجال - الفئة 1 - الفئة 2 - الفئة 3 - الفئة 4 - الفئة 5 - الفئة 6 - الفئة 7 - الفئة 8 - الفئة 9 - الفئة 10 - الفئة 11 |  | - فرق الرجال - الفئة 1–2 - الفئة 3 - الفئة 4–5 - الفئة 6–8 - الفئة 9–10 |  | - فردي النساء - الفئة 1–2 - الفئة 3 - الفئة 4 - الفئة 5 - الفئة 6 - الفئة 7 - الفئة 8 - الفئة 9 - الفئة 10 - الفئة 11 |  | - فرق النساء - الفئة 1–3 - الفئة 4–5 - الفئة 6–10 |

## جدول الميداليات
*   البلد المضيف (مضيف)
| المرتبة | فريق                  | ذهبية | فضية | برونزية | المجموع |
| ------- | --------------------- | ----- | ---- | ------- | ------- |
| 1       | الصين (CHN)           | 13    | 7    | 1       | 21      |
| 2       | بولندا (POL)          | 2     | 3    | 3       | 8       |
| 3       | فرنسا (FRA)           | 2     | 1    | 2       | 5       |
| 4       | أوكرانيا (UKR)        | 2     | 0    | 1       | 3       |
| 4       | بريطانيا العظمى (GBR) | 2     | 0    | 1       | 3       |
| 6       | بلجيكا (BEL)          | 2     | 0    | 0       | 2       |
| 7       | كوريا الجنوبية (KOR)  | 1     | 3    | 5       | 9       |
| 8       | صربيا (SRB)           | 1     | 1    | 2       | 4       |
| 9       | تركيا (TUR)           | 1     | 1    | 1       | 3       |
| 10      | كرواتيا (CRO)         | 1     | 1    | 0       | 2       |
| 10      | هولندا (NED)          | 1     | 1    | 0       | 2       |
| 12      | الدنمارك (DEN)        | 1     | 0    | 0       | 1       |
| 13      | ألمانيا (GER)         | 0     | 4    | 0       | 4       |
| 14      | إسبانيا (ESP)         | 0     | 2    | 0       | 2       |
| 15      | البرازيل (BRA)        | 0     | 1    | 3       | 4       |
| 16      | السويد (SWE)          | 0     | 1    | 1       | 2       |
| 16      | المجر (HUN)           | 0     | 1    | 1       | 2       |
| 18      | أستراليا (AUS)        | 0     | 1    | 0       | 1       |
| 18      | تايبيه الصينية (TPE)  | 0     | 1    | 0       | 1       |
| 20      | إيطاليا (ITA)         | 0     | 0    | 2       | 2       |
| 20      | تايلاند (THA)         | 0     | 0    | 2       | 2       |
| 22      | الفلبين (PHI)         | 0     | 0    | 1       | 1       |
| 22      | النمسا (AUT)          | 0     | 0    | 1       | 1       |
| 22      | جمهورية التشيك (CZE)  | 0     | 0    | 1       | 1       |
| 22      | هونغ كونغ (HKG)       | 0     | 0    | 1       | 1       |
| المجموع | المجموع               | 29    | 29   | 29      | 87      |

## قائمة الميداليات

### مسابقات الرجال
| Event       | الفئة      | الذهبية                                                      | الفضية                                                                 | البرونزية                                                                          |
| ----------- | ---------- | ------------------------------------------------------------ | ---------------------------------------------------------------------- | ---------------------------------------------------------------------------------- |
| فردي الرجال | الفئة 1    | روب ديفيز · بريطانيا العظمى                                  | جو يونغ-داي · كوريا الجنوبية                                           | نام كي-وون · كوريا الجنوبية                                                        |
| فردي الرجال | الفئة 2    | فابيان لاميرولت · فرنسا                                      | رافال تشوبير · بولندا                                                  | جيري سوشانيك · جمهورية التشيك                                                      |
| فردي الرجال | الفئة 3    | فينغ بانفينغ · الصين                                         | توماس شميدبرغر · ألمانيا                                               | فلوريان مريان · فرنسا                                                              |
| فردي الرجال | الفئة 4    | عبد الله أوزتورك · تركيا                                     | غو شينغيوان · الصين                                                    | ماكسيم توماس · فرنسا                                                               |
| فردي الرجال | الفئة 5    | كاو نينغنينغ · الصين                                         | فالينتين باوس · ألمانيا                                                | ميتار باليكوتشا · صربيا                                                            |
| فردي الرجال | الفئة 6    | بيتر روزنماير · الدنمارك                                     | ألفارو فاليرا · إسبانيا                                                | رونغروج تاينيوم · تايلاند                                                          |
| فردي الرجال | الفئة 7    | ويل بايلي · بريطانيا العظمى                                  | إسرائيل بيريرا ستروه · البرازيل                                        | يان شو · الصين                                                                     |
| فردي الرجال | الفئة 8    | تشاو شواي · الصين                                            | أندراش تشونكا · المجر                                                  | بيوتر غرودزين · بولندا                                                             |
| فردي الرجال | الفئة 9    | لورنس ديفوس · بلجيكا                                         | غيربين لاست · هولندا                                                   | محمد أمين كاليم · إيطاليا                                                          |
| فردي الرجال | الفئة 10   | غي يانغ · الصين                                              | باتريك خوينوفسكي · بولندا                                              | كريشتيان غاردوس · النمسا                                                           |
| فردي الرجال | الفئة 11   | فلوريان فان أكر · بلجيكا                                     | صامويل فون آينيم · أستراليا                                            | بيتر بالوش · المجر                                                                 |
| فرق الرجال  | الفئة 1–2  | فرنسا · فابيان لاميرولت · ستيفان موليانس · جان-فرانسوا دوكاي | كوريا الجنوبية · جو يونغ-داي · كيم كيونغ-موك · تشا سو-يونغ             | البرازيل · إيرانيلدو كونسيساو إسبيندولا · غيلهيرمي مارسياو دا كوستا · ألويسيو ليما |
| فرق الرجال  | الفئة 3    | الصين · فينغ بانفينغ · تشاو بينغ · زاي شيانغ                 | ألمانيا · توماس شميدبرغر · توماس بروخلي                                | تايلاند · أنوراك لاوونغ · يوتاجاك غلينبانشون                                       |
| فرق الرجال  | الفئة 4-5  | كوريا الجنوبية · تشوي إيل-سانغ · كيم جونغ-غيل · كيم يونغ-غون | تايبيه الصينية · تشينغ مينغ-تشيه · لين ين-هونغ                         | تركيا · عبد الله أوزتورك · علي أوزتورك · نسيم توران                                |
| فرق الرجال  | الفئة 6–8  | أوكرانيا · فيكتور ديدوخ · ماكسيم نيكولينكو · ميخايلو بوبوف   | السويد · إميل أندرسون · لينوس كارلسون                                  | بريطانيا العظمى · ويل بايلي · آرون مكيبين · روس ويلسون                             |
| فرق الرجال  | الفئة 9–10 | الصين · ما لين · ليان هاو · غي يانغ                          | إسبانيا · خوسيه مانويل رويز رييس · خوان بيريز غونزاليز · خورخي كاردونا | بولندا · باتريك خوينوفسكي · بيوتر غرودزين · مارسين سكرزينيتسكي                     |

### مسابقات النساء
| Event       | الفئة      | الذهبية                                                    | الفضية                                           | البرونزية                                                               |
| ----------- | ---------- | ---------------------------------------------------------- | ------------------------------------------------ | ----------------------------------------------------------------------- |
| فردي النساء | الفئة 1-2  | ليو جينغ · الصين                                           | سيو سو-يون · كوريا الجنوبية                      | غيادا روسي · إيطاليا                                                    |
| فردي النساء | الفئة 3    | شوي خوان · الصين                                           | لي تشيان · الصين                                 | آنا-كارين آهلكويست · السويد                                             |
| فردي النساء | الفئة 4    | بوريسلافا بيريتش-رانكوفيتش · صربيا                         | زانغ مياو · الصين                                | نادا ماتيتش · صربيا                                                     |
| فردي النساء | الفئة 5    | زانغ بيان · الصين                                          | غو غاي · الصين                                   | جونغ يونغ-آ · كوريا الجنوبية                                            |
| فردي النساء | الفئة 6    | ساندرا باوفيتش · كرواتيا                                   | ستيفاني غريبي · ألمانيا                          | مارينا ليتوفتشينكو · أوكرانيا                                           |
| فردي النساء | الفئة 7    | كيلي فان زون · هولندا                                      | كوبرا أوتشسوي كوركوت · تركيا                     | كيم سيونغ-أوك · كوريا الجنوبية                                          |
| فردي النساء | الفئة 8    | ماو جينغديان · الصين                                       | ثو كامكاسومفو · فرنسا                            | جوزيفين مدينا · الفلبين                                                 |
| فردي النساء | الفئة 9    | ليو مينغ · الصين                                           | لي لينا · الصين                                  | كارولينا بيك · بولندا                                                   |
| فردي النساء | الفئة 10   | ناتاليا بارتيكا · بولندا                                   | يانغ تشيان · الصين                               | برونا كوستا ألكسندري · البرازيل                                         |
| فردي النساء | الفئة 11   | ناتاليا كوسمينا · أوكرانيا                                 | كريستينا سيمينيتسكا · بولندا                     | نغ موي وي · هونغ كونغ                                                   |
| فرق النساء  | الفئة 1–3  | الصين · لي تشيان · ليو جينغ · شوي خوان                     | كرواتيا · أنديلا موزينيتش · هيلينا دريتار-كاريتش | كوريا الجنوبية · لي مي-غيو · سيو سو-يون · يون جي-يو                     |
| فرق النساء  | الفئة 4–5  | الصين · غو غاي · زانغ بيان · زو ينغ                        | صربيا · نادا ماتيتش · بوريسلافا بيريتش-رانكوفيتش | كوريا الجنوبية · جونغ يونغ-آ · كانغ أوي-جيونغ · كيم أوك                 |
| فرق النساء  | الفئة 6–10 | بولندا · كاتارزينا مارشال · ناتاليا بارتيكا · كارولينا بيك | الصين · لي لينا · يانغ تشيان · شيونغ غوييان      | البرازيل · برونا كوستا ألكسندري · دانييلي راوين · جينيفر ماركيس بارينوس |

## أنظر أيضا
- تنس الطاولة في الألعاب الأولمبية الصيفية 2016